# NGC 969
NGC 969 (другие обозначения — UGC 2039, MCG 5-7-8, ZWG 505.10, PGC 9781) — линзообразная галактика (S0) в созвездии Треугольник.
Этот объект входит в число перечисленных в оригинальной редакции «Нового общего каталога».
В галактике вспыхнула сверхновая SN 1997dp типа Ia, её пиковая видимая звездная величина составила 17,8.
Галактика NGC 969 входит в состав группы галактик NGC 973. Помимо NGC 969 в группу также входят ещё 21 галактика.